# Pacific Mail Steamship Company

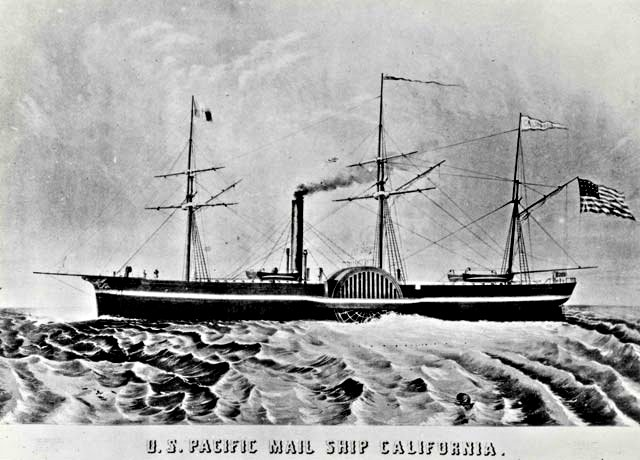
SS California, el primer barco de Pacific Mail

La Pacific Mail Steamship Company (en español: Compañía de Vapores de Correo del Pacífico) fue fundada el 18 de abril de 1848 como una sociedad anónima bajo las leyes del estado de Nueva York por un grupo de comerciantes de la ciudad de Nueva York. Los incorporadores incluyeron a William H. Aspinwall, Edwin Bartlett (cónsul estadounidense en Lima, Perú y también involucrado con Panama Railroad Company), Henry Chauncey, Mr. Alsop, G.G. Howland y S.S. Howland.

## Historia

### Establecimiento
La Pacific Mail Steamship Company se estableció para transportar el correo de EE. UU. en el tramo del Pacífico de una ruta transcontinental a través de Panamá. El gobierno federal discutió la posibilidad de crear subsidios para una compañía naviera privada, similar al modelo ya establecido en Gran Bretaña para la Cunard Line y la British Mail Steam Packet Company. Tal política sirvió al objetivo más amplio de anexar y desarrollar el territorio de Oregón. El presidente James K. Polk incorporó el Territorio de Oregón a la Unión en 1846. El desarrollo y mantenimiento de la nueva tierra requirió el desarrollo de un transporte y vías de comunicaciones más rápidos entre la costa este y el noroeste remoto.
Al principio, el programa federal de subsidios por correo tenía un segundo objetivo: el establecimiento de barcos de vapor civiles que pudieran convertirse en barcos de guerra o corsarios en tiempos de guerra con facilidad. Así, la legislación habilitante federal de 1845 otorgó la autoridad de los contratos postales al Secretario de la Armada de los Estados Unidos. Su mandato dual consistía en firmar contratos postales federales y supervisar la construcción de los barcos de vapor para garantizar que fueran aptos para convertirlos en buques de guerra. De acuerdo con el programa agresivo de Polk para desarrollar al Oregón, el Congreso aprobó leyes más específicas para los subsidios por correo a principios de 1847. Las nuevas leyes aprobaron la financiación de cuatro vapores navales, ordenaron al Departamento de la Marina de los EE. UU. que supervisara la construcción de estos barcos y ordenaron al Secretario de la Marina que contratara a transportistas privados para llevar el correo de los EE. UU. a Oregón a través de Panamá. Inicialmente planearon un servicio de correo mensual. Un grupo de barcos serviría el tramo atlántico entre el este de los EE. UU. y Panamá; el otro grupo era para servir el tramo del Pacífico.
El secretario Mason estableció los términos del contrato de correo del Pacífico: se requeriría un barco de vapor para navegar desde Panamá a Astoria, Oregón en treinta días o menos. Le otorgó el primer contrato a Arnold Harris, un testaferro de Arkansas. El contrato pagó $199,000 anuales y estuvo en vigor durante diez años. Solo unos días después, Harris asignó el contrato de correo a William H. Aspinwall, quien incorporó a tres socios: Edwin Bartlett, Henry Chauncey y Gardiner Greene Howland. Incorporaron Pacific Mail Steamship Company el 12 de abril de 1848 con un capital social de $ 500,000.

### Fiebre del oro de California
Los primeros tres barcos de vapor construidos para Pacific Mail fueron el SS California, de 1050 toneladas, el SS Oregon, de 1250 toneladas, y el SS Panamá, de 1058 toneladas. Inicialmente, la compañía pensó que transportaría productos agrícolas desde la costa oeste, pero justo cuando comenzaron las operaciones, se encontró oro en la Sierra Nevada y el negocio floreció casi desde el principio. Durante la fiebre del oro de California en 1849, la compañía fue un motor clave de bienes y personas y desempeñó un papel clave en el crecimiento de la ciudad de San Francisco, California.
Además de sus actividades marítimas, Pacific Mail también manejó algunos de los primeros barcos de vapor en los ríos Sacramento y San Joaquín, entre San Francisco, Sacramento y Stockton. Domingo Marcucci llegó desde Filadelfia en el vapor SS Oregon de Pacific Mail con un vapor derribado en su bodega. Abrió un astillero en San Francisco el 18 de septiembre de 1849, en la playa de Happy Valley, al pie de la calle Folsom, al este de la calle Beale. La compañía de Marcucci reunió al vapor de ruedas <i id="mwOw">Captain Sutter</i> en seis semanas. Construido para la Aspinwall Steam Transportation Line, propiedad de George W. Aspinwall, hermano de William Henry Aspinwall, fue uno de los primeros barcos de vapor que corrió entre San Francisco y Stockton, en 1849. : 13  También para Pacific Mail, Marcucci luego convirtió el barco de vapor de rueda lateral de 153 toneladas <i id="mwRA">El Dorado</i> que había sido aparejado como una goleta de 3 mástiles para el viaje alrededor del cabo de Hornos, para ser utilizado para la vía de Sacramento. Posteriormente, en marzo de 1850, para la misma compañía, montó el <i id="mwSA">Georgiana</i>, un pequeño barco de vapor de ruedas laterales de 30 toneladas fabricado en Filadelfia, derribado y enviado por mar también para el recorrido de Sacramento. Ese abril, Georgiana fue pionera en la ruta de acceso directo entre Sacramento y Stockton a través de un pantano en el delta del río Sacramento-San Joaquín que estaba entre el río Sacramento y el río Mokelumne, que luego se conoció como el slough de Georgiana.: 14 

### 1850–1869
En 1850, Pacific Mail Steamship Company estableció una línea de barcos de vapor que competía con US Mail Steamship Company entre la ciudad de Nueva York y Chagres. George Law colocó una línea de oposición de vapores (SS Antelope, SS Columbus, SS Isthumus, SS Republic) en el Pacífico, desde Panamá hasta San Francisco. En abril de 1851, la rivalidad terminó cuando US Mail Steamship Company compró los vapores Pacific Mail en el lado del Atlántico, y George Law vendió su nueva compañía y sus barcos a Pacific Mail. Uno de los barcos de vapor de la compañía, el SS <i id="mwXw">Winfield Scott</i>, adquirido cuando la New York and California Steamship Company falló, encalló en la isla Anacapa en 1853. En 1854, Marshall Owen Roberts compró la participación de Law y se convirtió en presidente de Pacific Mail.

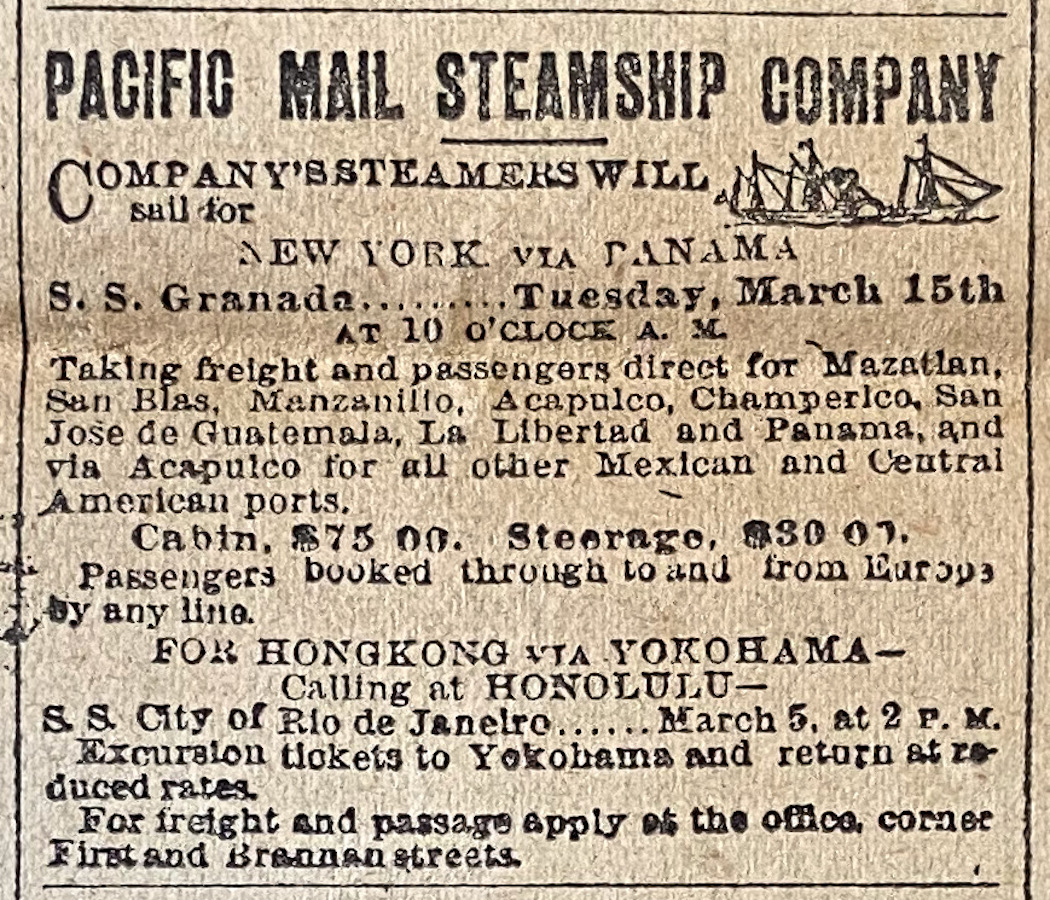
Anuncio de The Daily Examiner de 1887

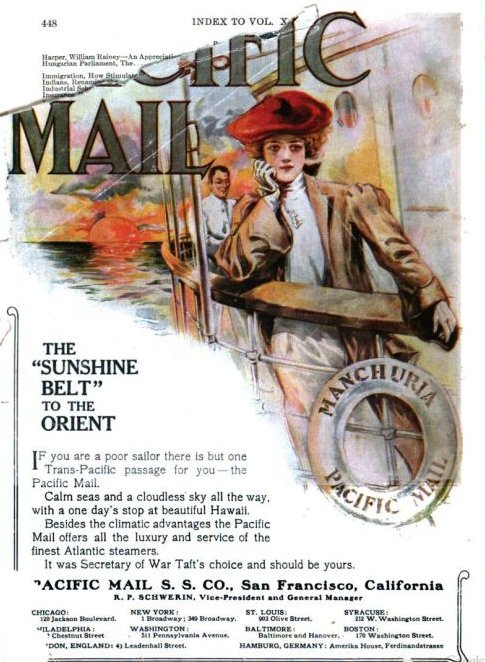
Anuncio de 1906 de la revista The World Today

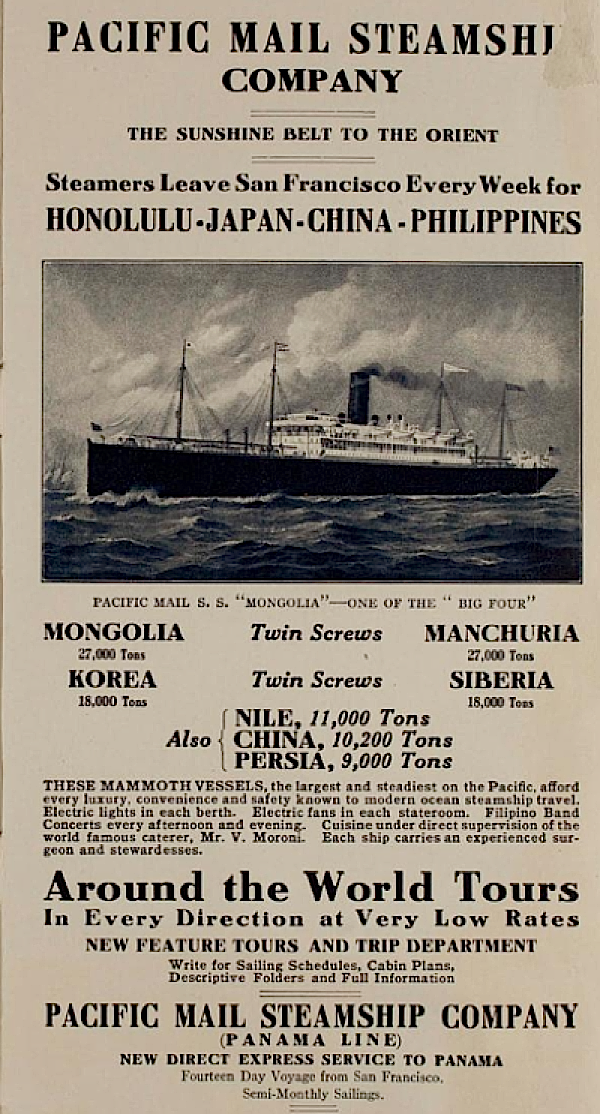
1915; Anuncio que muestra nuevos barcos en el servicio Trans Pacific.

Durante la guerra civil estadounidense, los barcos del Pacific Mail, que transportaban el oro y la plata de las minas del oeste a los estados del este, estaban bajo la amenaza de la Armada Confederada en forma de asaltantes comerciales, y varios complots para apoderarse de uno de sus barcos de vapor para su preciado cargamento o convertirlo en asaltante para capturar uno de sus otros barcos con tal cargamento. Después de que salió a la luz uno de estos complots, el de los Piratas del Salvador, para evitar nuevos intentos de apoderarse de la navegación de la costa del Pacífico, el general McDowell ordenó a cada pasajero a bordo de los vapores mercantes estadounidenses que entregaran todas las armas al abordar el barco y cada pasajero y su equipaje. fue buscado Todos los oficiales estaban armados para la protección de sus barcos. Destacamentos de soldados de la Unión navegaron con vapores Pacific Mail.
En 1867, la compañía lanzó el primer servicio transpacífico de vapor regular con una ruta entre San Francisco, Hong Kong y Yokohama, y amplió el servicio a Shanghái. Esta ruta condujo a una afluencia de inmigrantes japoneses y chinos, trayendo una diversidad cultural adicional a California.
Cuando los ferrocarriles Central Pacific y Union Pacific se juntaron en Utah en 1869, terminó la rentabilidad del Pacific Mail en el trayecto de Panamá a San Francisco. Muchos de sus barcos fueron vendidos o puestos en otras rutas.

### 1870-1949

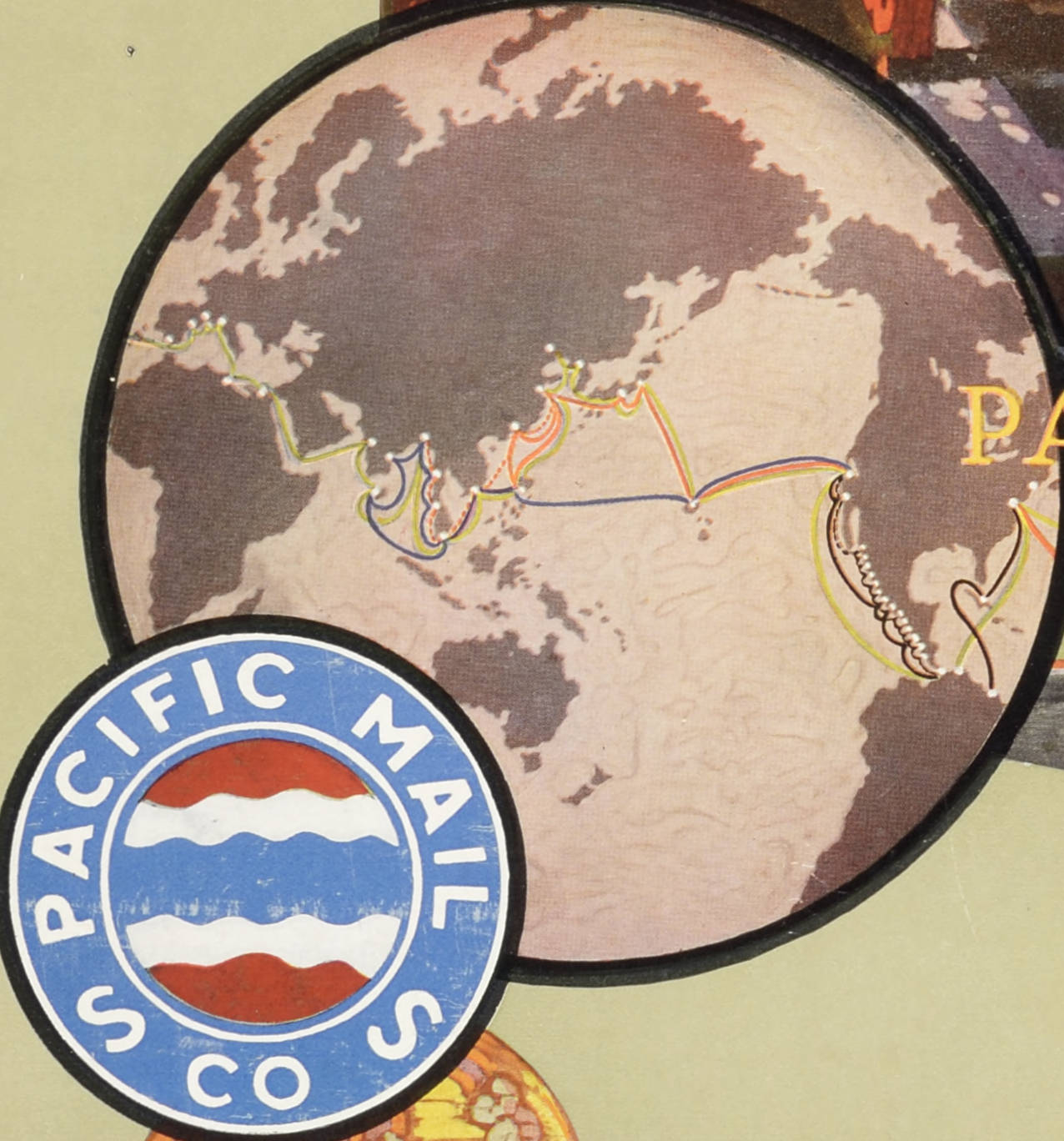
Mapa mundial de las líneas navieras de Pacific Mail Steamship Company a diciembre de 1921

Mientras estaba atracado en San José de Guatemala, el vapor SS Acapulco de Pacific Mail estuvo involucrado en el Asunto Barrundia de 1890. El general Juan Martín Barrundia, un general rebelde guatemalteco buscado por el gobierno guatemalteco, fue asesinado a bordo de un barco después de un intento de arresto por parte de la policía guatemalteca, que arrió la bandera estadounidense y levantó la bandera guatemalteca en su lugar. El asunto condujo a la destitución del ministro estadounidense para América Central, Lansing Bond Mizner, por parte del presidente Benjamin Harrison.
La empresa era miembro fundador del Promedio de Transportes Dow Jones.
En 1925, la compañía fue comprada por Robert Dollar, del Dollar Steamship Company. Con el rescate gubernamental del Dollar Line en 1938, la propiedad pasó a American President Lines, pero en ese momento, la PMSS existía esencialmente solo en papel. Se cerró formalmente en 1949, después de poco más de un siglo de existencia.

## Barcos de Pacific Mail Steamship Company
- SS California (1848–1866, 1872–1874): Construido para la compañía, fue lanzado el 19 de mayo de 1848 por William H. Webb en Nueva York. Salió de Nueva York el 6 de octubre de 1848 para Valparaíso, Ciudad de Panamá y San Francisco y luego operó entre San Francisco y Panamá regularmente hasta 1854. Fue usada como empacadora de repuesto en San Francisco en 1856 y en la Ciudad de Panamá en 1857. Hizo viajes de San Francisco a la Ciudad de Panamá para Pacific Mail en 1860, 1861 y 1866 y más tarde se vendió a la Compañía de Administración de California, Oregón y México. Regresó a Pacific Mail en 1872, y fue vendida a Goodall, Nelson & Perkins en 1874.
- SS Oregon (1848–1861): Construido para la compañía, fue lanzado el 5 de agosto de 1848 y navegó desde Nueva York para San Francisco el 8 de diciembre de 1848, pasando por la Ciudad de Panamá y llegando a San Francisco el 1 de abril de 1849. Utilizado regularmente en la ruta de San Francisco a la Ciudad de Panamá hasta 1855 haciendo un nuevo viaje en 1856. Fue posteriormente utilizado en el servicio San Francisco al río Columbia y fue vendido a Holladay & Flint en 1861.
- SS Panamá (1848–1861): Construido para la compañía, fue lanzado el 29 de julio de 1848. Partió de Nueva York el 15 de febrero de 1849 y llegó a San Francisco el 4 de junio. Luego navegó regularmente entre San Francisco y la Ciudad de Panamá hasta 1853, realizó un único viaje en 1854 y en 1856–57 fue utilizado como un barco de vapor de repuesto en la Ciudad de Panamá. Desde 1858 fue usada en el servicio de San Francisco al río Columbia, hasta que fue vendida a Holladay & Flint en febrero de 1861.  El Panamá fue vendido al gobierno mexicano en 1868 y fue renombrado como el Juárez.[11]
- SS Tennessee (1849–1853): Lanzado en 1848. Comprada por Pacific Mail Steamship Company, salió de Nueva York el 6 de diciembre de 1849, llegó a la Ciudad de Panamá el 12 de marzo de 1850 y San Francisco el 14 de abril. Operó entre San Francisco y Ciudad de Panamá hasta el 6 de marzo de 1853 cuando se encalló en densa niebla cerca de San Francisco y se rompió. Sus pasajeros, correo y equipaje fueron salvados.
- SS Carolina (1849–1854): Finalizada en diciembre de 1849, fue vendida a Pacific Mail Steamship Company y zarpó desde Nueva York a San Francisco el 9 de enero de 1850 llegando a San Francisco el 7 de mayo de 1850. Fue usada en el servicio de San Francisco a Ciudad de Panamá hasta finales de 1851. Vendido para el servicio en China en 1854.
- SS Unicorn (1850–1853): Construida en 1838, zarpó desde Nueva York hacia California y llegó a San Francisco el 1 de diciembre de 1849, habiendo sido fletada por Pacific Mail Steamship Company, quien la compró en 1850. Operaba ocasionalmente entre San Francisco y Ciudad de Panamá hasta abril de 1853 cuando fue vendida y devuelta a Inglaterra vía Australia.
- SS Columbia (1850–1862): Construido para la compañía en 1850 y zarpado desde Nueva York para San Francisco el 15 de octubre de 1850. Estaba destinada al servicio de correo entre San Francisco y Astoria, Oregón, pero la cantidad de negocios entre San Francisco y la Ciudad de Panamá la hizo usar en ese servicio ocasionalmente entre 1851 y 1854. Vendido a dueños chinos en 1862.
- SS Ecuador (1850–1853): Construido para la Compañía de Navegación por Vapor del Pacífico en 1845 para el servicio Callao–Guayaquil–Ciudad de Panamá hizo un viaje desde Ciudad de Panamá a San Francisco en julio–agosto de 1850. En 1850 fue vendida a la Pacific Mail Steamship Company, y fue destrozada en Coquimbo en 1853.
- SS Crescent City y SS Empire City (1850–1851): Comprado para viajes de Nueva York a Chagres; vendidos en 1851 a U.S. Mail Steamship Company.
- SS Sarah Sands (1850–1851): Construido en 1846, operó entre Liverpool y Nueva York hasta que fue vemdoda a la línea Empire City y operó de San Francisco a la Ciudad de Panamá hasta octubre de 1850 cuando fue comprada por la compañía. Continuó sus operaciones en esa ruta hasta julio de 1851. Fue venido y retornada a Inglaterra vía Australia y resumió sus viajes transatlánticos a Canadá hasta que el gobierno británico la usó para transportar tropas a la Crimea y luego a India en respuesta a larebelión de la India.[12] En su camino a la India en 1857, sufrió un incendio notable, pero sobrevivió aunque luego llegó a derribarse en la India.[12]
- SS Northerner (1850–1860): Construida en 1847, llegó a San Francisco el 15 de agosto de 1850, y realizó un viaje a Ciudad de Panamá por la Línea Empire City antes de ser vendida a la Pacific Mail Steamship Company en diciembre de 1850. Fue usada en el servicio de San Francisco a Ciudad de Panamá hasta mayo de 1853. Fue usado como un vapor de repuesto y luego colocado en el servicio San Francisco–Río Columbia y estrecho de Puget. Un hito histórico de Estado, cruce y monumento marcan el lugar donde fue destrozada cerca de la bahía de Humboldt el 7 de enero de 1860 con la pérdida de 38 vidas.[13][14][15][16]
- SS Fremont (1851–1861): Construida en 1850, fue comprada por Pacific Mail Steamship Company y enviada a San Francisco en 1851.  Usada en el servicio de San Francisco – Ciudad de Panamá hasta la primavera de 1852, fue utilizada en el servicio de San Francisco a Columbia River.  En febrero de 1861 fue vendida a Flint & Holladay por sus rutas costeras.
- SS Republic (1851–1861): A principios de 1850 fue vendida a Howard & Aspinwall y enviada a la costa del Pacífico, llegando a la Ciudad de Panamá el 15 de julio de 1850.  Luego entró en servicio entre Ciudad de Panamá y San Francisco para George Law. Vendido a la Pacific Mail Steamship Company en enero de 1851, y utilizado principalmente en servicios costeros con viajes ocasionales a la Ciudad de Panamá hasta 1855.  Vendido a Holladay & Flint en 1861.
- SS Isthumus (1851–1854): Anteriormente utilizada entre San Francisco y Panamá para George Law entre el 4 de mayo de 1850 y abril de 1851, fue comprada por Pacific Mail Steamship Company.  Hizo viajes ocasionales en la Ciudad de Panamá hasta finales de 1853, cuando fue puesta en el servicio de San Francisco a San Diego.  Fue vendida en enero de 1854 y renombrada Southerner.
- SS Columbus (1851–1854): Navegó desde Nueva York el 12 de febrero de 1850 y llegó a San Francisco el 6 de junio de 1850.  Vendido a la Pacific Mail Steamship Company en 1851, operó en la ruta de San Francisco a la Ciudad de Panamá hasta 1854. Fletada a la Marina de los Estados Unidos por un tiempo en 1854 fue vendida a la Compañía Ferroviaria de Panamá y operada en la costa oeste de Centroamérica.
- SS Antelope (1851): Operado entre San Francisco y Panamá entre octubre de 1850 y marzo de 1851 para George Law.  Vendido a Pacific Mail Steamship Company en la primavera de 1851, y revendido para su uso en el río Sacramento.

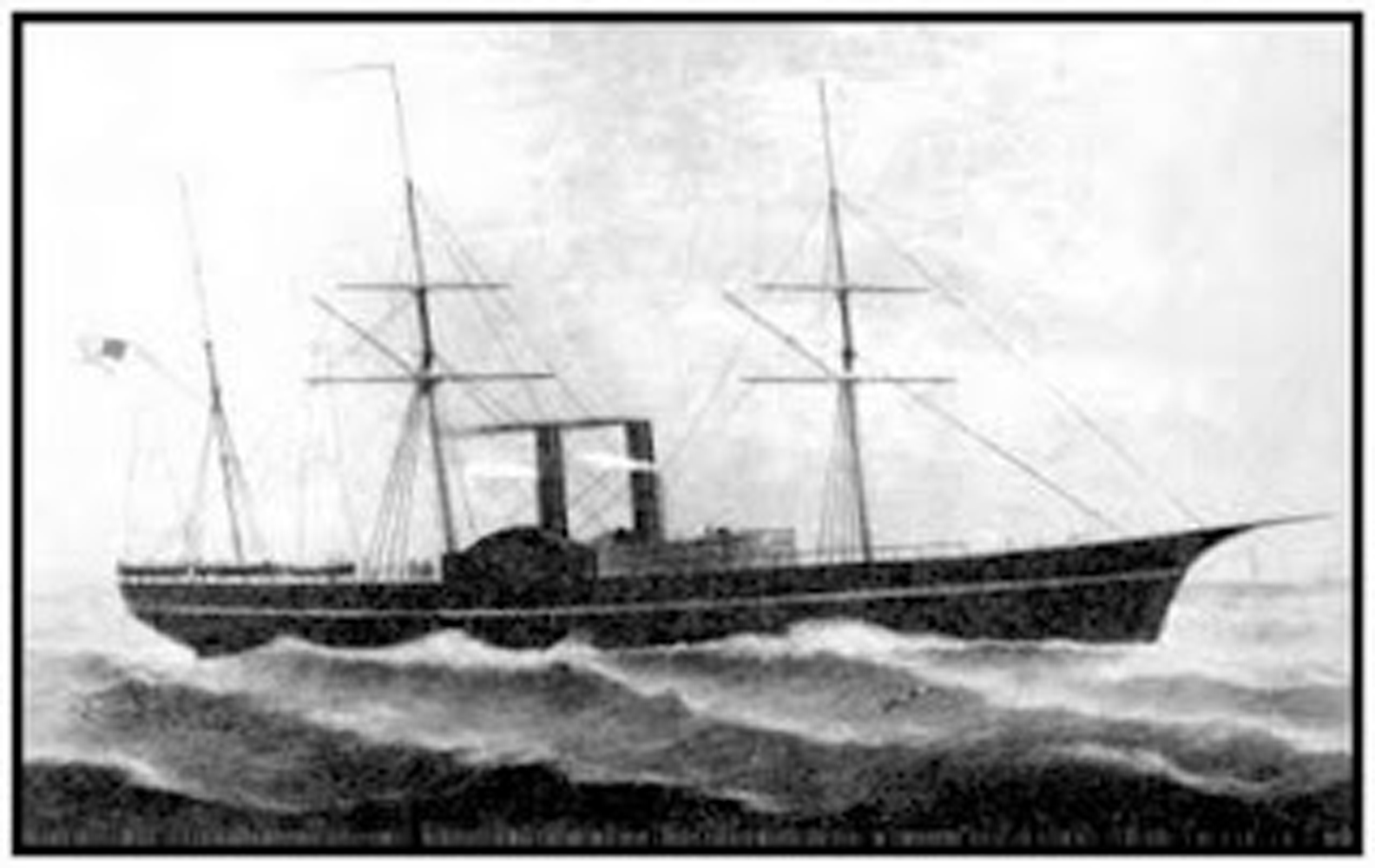
El SS Golden Gate ingresó al servicio de San Francisco a la Ciudad de Panamá en noviembre de 1851 y se perdió frente a Manzanillo, México, el 27 de julio de 1862.

- SS Golden Gate (1851–1862): Construida y lanzada para la Pacific Mail Steamship Company el 21 de enero de 1851, entró en el servicio de San Francisco a la Ciudad de Panamá en noviembre de 1851. Permaneció en este servicio hasta que fue detenida y quemada en el mar cerca de Manzanillo, México, el 27 de julio de 1862 con la pérdida de 223 vidas.[17]
- SS Constitución (1851): Construida en 1850, hizo un viaje entre San Francisco y Panamá por Pacific Mail Steamship Company en 1851.
- SS John L. Stephens: Lanzado el 21 de septiembre de 1852 para la Pacific Mail Steamship Company. Salió de Nueva York a San Francisco el 17 de diciembre de 1852 y llegó con pasajeros de la Ciudad de Panamá el 3 de abril de 1853. Continuó la ruta de San Francisco a Panamá hasta octubre de 1860. En 1864 estaba navegando entre San Francisco y el río Columbia. Fue vendido en 1878 a Sisson, Wallace & Co., y fue a Alaska, usada como una latería flotante.
- SS San Francisco (1853): Construido en Nueva York. Se hundió frente a la costa de las Carolinas el 6 de enero de 1854 mientras se encontraba en su primer viaje de Nueva York a San Francisco, en clima caluroso, con cientos de víctimas cuando los motores se quebraron.[18]
- SS Winfield Scott (1853): Construido y lanzado en octubre de 1850. Llegó a San Francisco en abril de 1852 y operó a Ciudad de Panamá hasta abril de 1853 para la Línea Independiente, luego para la Nueva York & San Francisco Steamship Company.  Luego fue comprada por la Pacific Mail Steamship Company en julio de 1853, pero luego fue destruida en la isla de Anacapa en neblina gruesa cuando se dirigía a la Ciudad de Panamá el 2 de diciembre de 1853. No hubo pérdida de vida.
- SS Sonora (1853–1868): Construida para la Pacific Mail Steamship Company, fue lanzada el 1 de octubre de 1853.  Salió de Nueva York el 11 de marzo de 1854 y llegó a San Francisco el 31 de mayo.  Utilizado en el servicio de San Francisco a Ciudad de Panamá hasta mayo de 1863.  Hizo un viaje a la Ciudad de Panamá con tropas en 1865 y fue desguazada en 1868.
- SS St. Louis (1854–1855, 1859–1878): Construida y lanzada para Pacific Mail Steamship Company el 1 de febrero de 1854, fue alquilada a la New York & Havre Steam Navigation Company y navegó desde Nueva York para Havre el 1 de agosto de 1854. Vendido a la U.S. Mail Steamship Company en agosto de 1855 e hizo viajes ocasionales de Nueva York a Aspinwall entre 1855 y 1859. Regresó a Pacific Mail Steamship Company cuando la U.S. Mail Steamship Company se disolvió, ella zarpó de Nueva York el 22 de noviembre de 1860 y llegó a San Francisco vía Ciudad de Panamá el 9 de febrero de 1861.  Luego operó entre San Francisco y la Ciudad de Panamá hasta 1866. Fue desguazada en 1878.

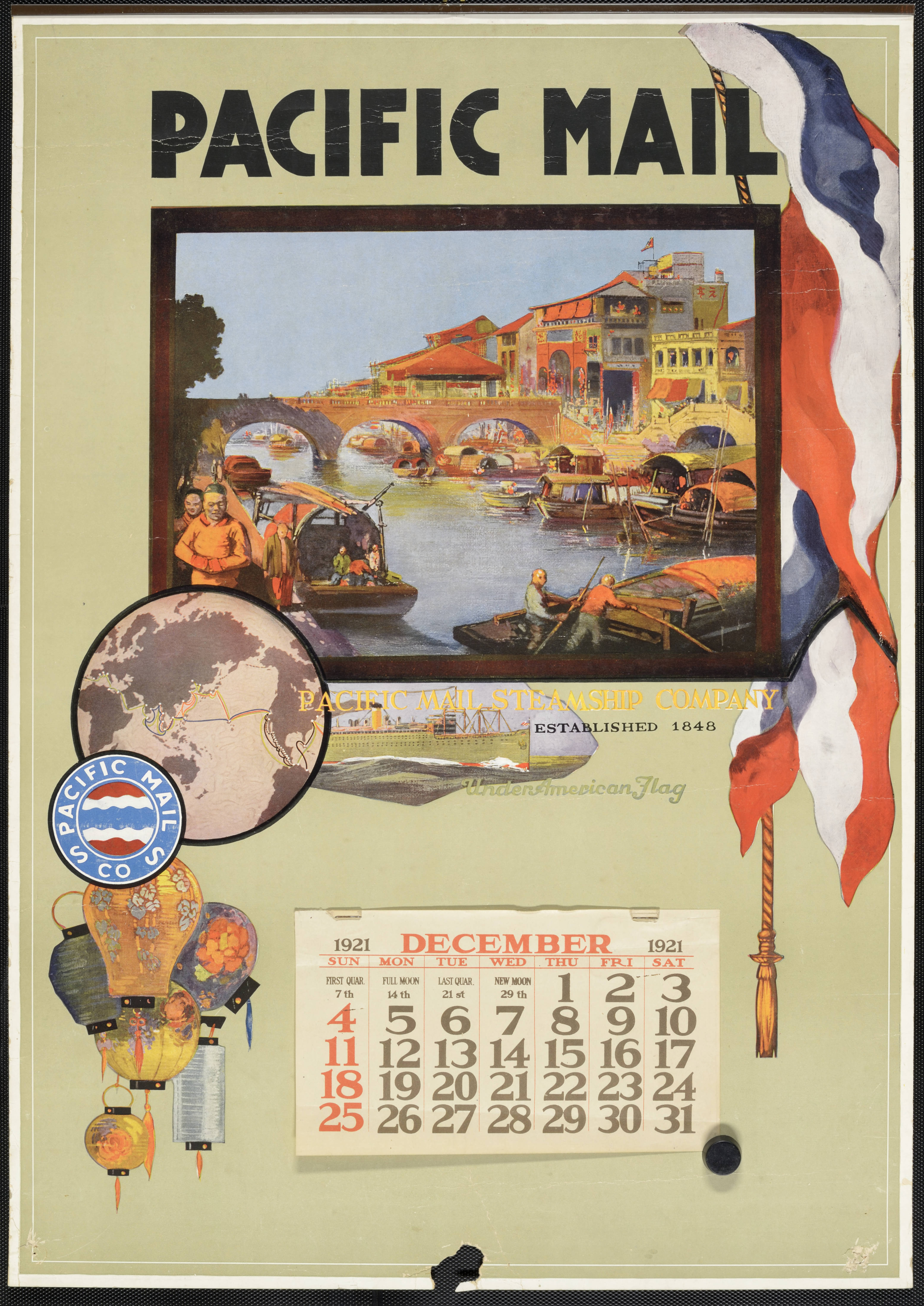
Pacific Mail-Pacific Mail Steamship Company-bajo bandera estadounidense en 1921

- Pacific Mail-Pacific Mail Steamship Company-bajo bandera estadounidense en 1921SS Golden Age (1854–1862): Construida para la New York and Australian Navigation Company en 1853, operó en servicios costeros australianos hasta el 12 de mayo de 1854 cuando navegó desde Sídney para Tahití y Ciudad de Panamá, llegando el 17 de junio.  Fue comprada por la Pacific Mail Steamship Company en agosto de 1854, entró en el servicio de San Francisco a la Ciudad de Panamá en octubre de 1854 y continuó hasta 1869.  Posteriormente transferida al servicio de Yokohama a Shanghái, fue vendida a Mitsubishi Mail Steamship Company en 1875 y renombrada Hiroshima Maru.
- SS Cortes (1860–1861): En 1858–1859 estaba navegando entre San Francisco y la Ciudad de Panamá para la Compañía de Vapores de Nueva York y California y en 1860 en la misma ruta para la Compañía de Vapores del Atlántico y el Pacífico.  Fue comprada por Pacific Mail Steamship Company en diciembre de 1860, entró en su servicio de Panamá y en febrero de 1861 fue vendida a Flint & Holladay que la fletó para el servicio en China.
- SS Orizaba (1860–1865, 1872–1875): un casco de 1450 toneladas, casco de madera, rueda lateral de remo, dos vapores masted con alojamiento para 1.028 pasajeros.  Lanzado el 14 de enero de 1854 por Jacob A. Westervelt & Co, Nueva York para Morgan & Harris para el servicio de Nueva York–Nueva Orleans–Vera Cruz.  Hizo dos travesías en Nueva York – San Juan de Nicaragua en el 15 de mayo de 1856 y luego fue enviada a San Francisco, llegando el 30 de octubre. Operó para Vanderbilt's Nicaragua Steamship Company hasta febrero de 1857 y después del abril de 1858 zarpó de San Francisco a Panamá para la New York & California Steamship Company.  Comprada por Pacific Mail Steamship Company en 1860 y navegó por la ruta San Francisco–Ciudad de Panamá entre el 1 de junio de 1861 y abril de 1864.  Vendida a la California Steam Navigation Company en abril de 1865 y utilizada en su servicio San Francisco – Portland – Victoria hasta 1867 cuando fue vendida a Holladay & Brenham.  Comprado de nuevo por Pacific Mail Steamship Company en 1872 y por Goodall, Nelson & Perkins en 1875.  Permaneció en los servicios costeros durante todos estos cambios de propiedad y fue desguazada en 1887.
- SS Uncle Sam (1860–1866): Lanzada en 1852, pasó por varias manos hasta hacer un viaje de Ciudad de Panamá a San Francisco para la Compañía de Barco Atlántico y Pacífico en enero de 1860.  Más tarde ese año fue comprada y operada por la Pacific Mail Steamship Company. Hizo su último viaje en San Francisco a Ciudad de Panamá en diciembre de 1861 y fue vendida en febrero de 1866 a James Hermann & Company, Ciudad de Panamá.
- SS Washington (1860–1864): Construida en 1847 operaba servicios transatlánticos y luego hizo que Nueva York fuera a San Juan de Nicaragua y Aspinwall zaran hasta que fue vendida a la Pacific Mail Steamship Company en 1860.  Llegó a San Francisco el 24 de octubre de 1860 e hizo dos viajes de San Francisco a la Ciudad de Panamá antes de ser colocada como no apta para el servicio. Fue desguazada en 1864.
- SS Constitution (1861–1879): Construida para la compañía, fue lanzada el 25 de mayo de 1861. Fue contratada para el Departamento de Guerra en 1861–1862.  El 19 de junio de 1862 zarpó desde Nueva York hacia San Francisco.  Desde entonces navegó entre San Francisco y la Ciudad de Panamá de 1862 a junio de 1869.  Fue desguazada en San Francisco en 1879.
- SS Golden City: Lanzado el 24 de enero de 1863 para la Pacific Mail Steamship Company entró en el servicio de San Francisco a la Ciudad de Panamá el 13 de agosto de 1863 y continuó esto hasta 1869.  Se perdió en la costa de Baja California el 10 de febrero de 1870.
- SS Costa Rica (1865–1875): Costa Rica operó para Cornelius Vanderbilt desde julio de 1864 hasta el verano de 1865 en el servicio de Nueva York a Aspinwall. Comprada por Pacific Mail Steamship Company, fue utilizada en el mismo servicio hasta la primavera de 1866.  El 1 de abril de 1867 navegó desde Nueva York por Yokohama a través del Cabo de Buena Esperanza y luego fue utilizada en el servicio de Yokohama de Pacific Mail hasta 1875 cuando fue vendida a Mitsubishi Mail Steamship Company y renombrada Genaki Maru.
- SS Guatemala (?–1864–?): Barco de Pacific Mail Steamship Company que opera entre la Ciudad de Panamá y puertos a lo largo de la costa de Centroamérica en 1864 cuando fue el objetivo de un intento de la Marina Confederada de tomarla.
- SS San Salvador (?–1864–?): Barco de Pacific Mail Steamship Company que opera desde la Ciudad de Panamá en 1864 cuando fue el objetivo de un intento de la Marina Confederada de tomarla.
- SS Colorado (1864–1878): Construido para la Pacific Mail Steamship Company, lanzado el 21 de mayo de 1864 y navegó desde Nueva York a San Francisco el 1 de abril de 1865 con llamadas en Río de Janeiro, Callao y Ciudad de Panamá. Utilizado en el servicio de San Francisco a la Ciudad de Panamá desde el verano de 1865 hasta junio de 1869 con la excepción de algunos viajes ocasionales en la ruta china.  Vendida en 1878 y desguazada en 1879.
- SS Henry Chauncey (1864–1877): Lanzado en octubre de 1864 para la Pacific Mail Steamship Company y entró en el servicio de Nueva York a Aspinwall el 1 de noviembre de 1865 y permaneció en esta ruta hasta 1869. Se quemó en el mar el 16 de agosto de 1871 frente a la costa de Carolina mientras pasaba de Nueva York a Kingston, Jamaica y Aspinwall sin perder vidas. El casco fue reconstruido y finalmente fue desguazada en 1877.
- SS Arizona (1865–1877): Construido y lanzado para Pacific Mail Steamship Company el 19 de enero de 1865. Comenzó el servicio entre Nueva York y Aspinwall el 1 de marzo de 1866 y continuó hasta junio de 1869. En 1877 fue desguazada en San Francisco.
- SS Montana (1865–1876): lanzado el 25 de febrero de 1865 para la Pacific Mail Steamship Company. Fue usada en el servicio de San Francisco a Ciudad de Panamá entre octubre de 1866 y 1869. Fue vendida a la Compañía de Navegación de Vapor de Colorado en 1874. Sin embargo, a finales de ese año, Montana se encalló y tuvo que ser remolcado de vuelta a San Francisco durante 3 meses de reparaciones. Se incendió y se hundió cerca de Guaymas, el 14 de diciembre de 1876.[19]
- SS Atlantic (1865): En 1865 navegó de Nueva York a Aspinwall para la Pacific Mail Steamship Company.
- SS Baltic (1865): En 1865 navegó de Nueva York a Aspinwall para la Pacific Mail Steamship Company.
- SS Hermann: Construida en 1848 para el servicio transatlántico, fue vendida en 1858 operada en la costa oeste de América del Norte en varias rutas hasta el invierno de 1862–1863 cuando hizo un viaje de San Francisco a la Ciudad de Panamá para la Línea Popular y fue subastada en 1866.  Vendida a Pacific Mail Steamship Company, fue reajustada y enviada a Yokohama para su uso como buque de tienda el 1 de marzo de 1867.  El 13 de febrero de 1869 fue destrozada en Point Kwatzu con la pérdida de 330 vidas.
- SS China (1866–1883): Construido para el servicio transpacífico de Pacific Mail y lanzado el 8 de diciembre de 1866.  Salió de Nueva York para San Francisco el 1 de julio de 1867 y llegó a San Francisco el 20 de septiembre, recogiendo pasajeros en la Ciudad de Panamá en el camino.  Luego entró en el servicio transpacífico hasta 1883 cuando fue vendida a Henry Villard.
- SS Great Republic (1867–1878): Construido para la Pacific Mail Steamship Company en 1867. Partió de Nueva York el 18 de mayo de 1867 para la Ciudad de Panamá, San Francisco y Japón y llegó a la Ciudad de Panamá el 16 de julio. Hizo un viaje de Panamá a San Francisco el 2 de julio, llegando el 2 de agosto de 1867 y luego entró en el servicio de San Francisco a Hong Kong. Fue vendida a P. B. Cornwall en 1878 por la ruta de San Francisco a Portland hasta que fue destrozada el 19 de abril de 1879 en Sand Island, Columbia River.

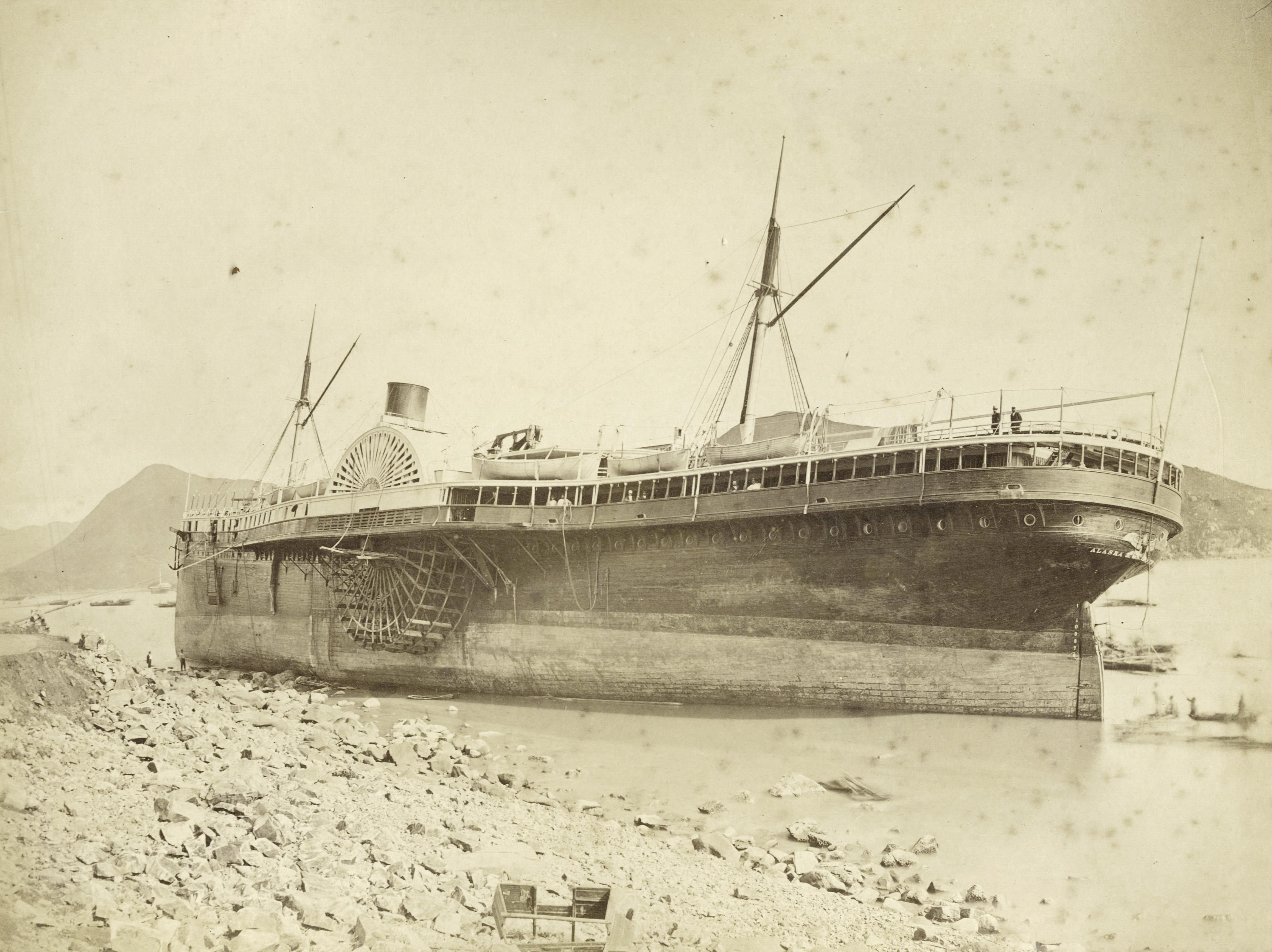
SS Alaska, después de ser arrastrado a tierra durante el tifón de Hong Kong de 1874. Foto de Lai Afong.

- SS Alaska (1867–1879): lanzado el 27 de noviembre de 1867 para el servicio Pacific Mail Steamship Company entre Nueva York y Aspinwall. Sirvió desde el 2 de agosto de 1868 hasta junio de 1869 y luego se utilizó en los servicios de San Francisco a la Ciudad de Panamá y de San Francisco a Hong Kong hasta 1879. Fue reconstruido en 1882 y más tarde se convirtió en un buque de almacenamiento y casco de carbón en Acapulco hasta 1885.
- SS Japan (1867–1874): lanzao el 17 de diciembre de 1867 para Pacific Mail Steamship Company, zarpó de Nueva York el 11 de abril de 1868 hacia Panamá, San Francisco y Yokohama. Llegó a San Francisco el 3 de julio de 1868 y entró en el servicio de San Francisco a Hong Kong. Se quemó en el mar el 18 de diciembre de 1874 entre Hong Kong y Yokohama.[20]
- SS America (1869-1872): lanzado en 1869. Recorrió el cabo de Buena Esperanza sin pasajeros y utilizó vela durante gran parte del viaje. En Singapur, Estados Unidos comenzó a recoger chinos para el pasaje de tercera clase y finalmente llegó a San Francisco el 20 de octubre de 1869 con 730 inmigrantes. El SS America se perdió en un incendio el 24 de agosto de 1872 en el puerto de Yokohama. El capitán Seth Doane había inspeccionado el barco antes de las 10 en punto. Se produjo una pérdida de 19 a 70 vidas según las fuentes.[21]
- SS Moses Taylor (1875–? ): Construido en 1858, se utilizó en ambas costas durante muchos años hasta que San Francisco–Honolulu–Australia Line lo vendió a Pacific Mail Steamship Company, que lo convirtió en un barco tienda en 1875.
- SS Pacific (1872-1875): lanzado en septiembre de 1850, se utilizó en el servicio Nueva York - Chagres, el servicio San Francisco - Panamá y la ruta San Francisco - San Juan del Sur hasta 1855. Estacionado hasta 1858, Merchants Accommodation Line lo compró y se empleó en la ruta San Francisco - Columbia River. En 1872, Pacific Mail Steamship Company lo compró para servicios costeros hasta que fue vendido a Goodall, Nelson & Perkins en 1875.
- SS Ariel (1873): lanzado en 1855, realizó viajes de Nueva York a Aspinwall y transatlánticos hasta el verano de 1865, pero fue contratado por el Departamento de Guerra en 1861, 1862, 1864 y 1865. Después de la guerra civil estadounidense, se utilizó para el servicio transatlántico, pero en 1873 corría entre Hakodate y Yokohama para Pacific Mail Steamship Company cuando el 27 de octubre de 1873 golpeó un arrecife hundido a 110 millas de Yokohama y se hundió.
- SS Dakota (1873–1886): construido y botado para William H. Webb en 1865 y después de ser utilizado brevemente en el servicio de San Francisco a Australia en 1873 para William H.Webb, luego fue vendido a Pacific Mail Steamship Company. Luego fue desguazado en 1886.
- SS Acapulco (1873–1916): construido y lanzado por Harlan & Hollingsworth de Wilmington, Delaware en 1873. Con el SS Granada, fue uno de los dos primeros barcos de vapor de hierro construidos para la costa del Pacífico de los Estados Unidos. Construido originalmente destinado al comercio del este (China) de Pacific Steamship Company; luego utilizado en el servicio de Panamá a San Francisco. Barco de vapor de hierro de un solo tornillo, desplazamiento de 2.572 toneladas, gemelo 1.500 máquinas de vapor compuestas (hi/lo) hp, longitud 280 pies, manga 40 pies, capacidad de pasajeros: 200, capacidad de carga 2,200 toneladas más 500 toneladas de carbón. En 1916, vendido a Western Fuel Co. y convertido en barcaza.

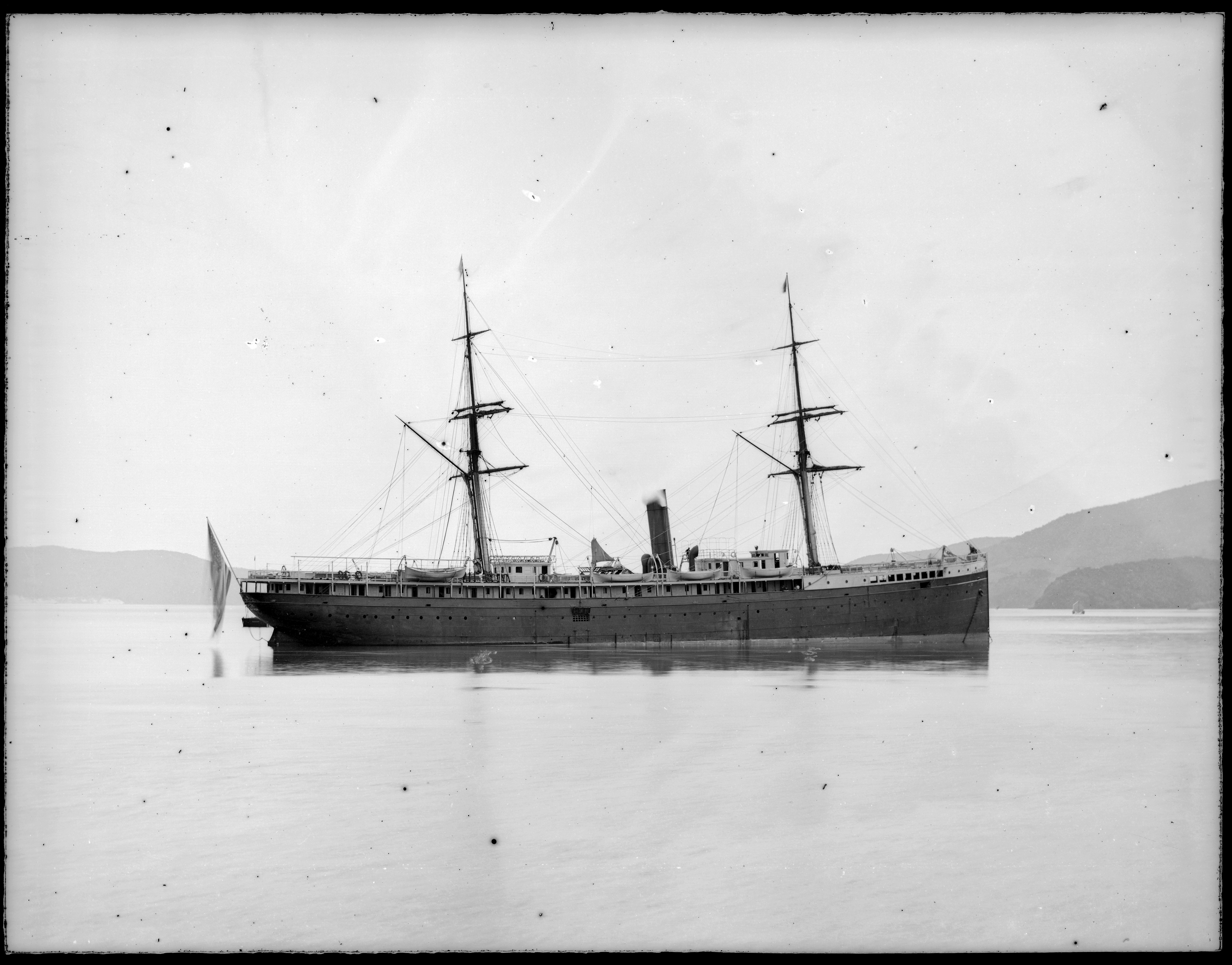
El 'SS Granada' en el puerto de Otago, 1876

- SS Granada : Ver comentarios para SS Acapulco y el anuncio de 1887.
- SS City of Rio de Janeiro (1881-1901) Construido para la United States & Brazil Mail Steamship Company en 1878, fue comprado en 1881. El 22 de febrero de 1901, el barco se hundió después de chocar contra un arrecife sumergido en la entrada a la bahía de San Francisco mientras se dirigía hacia el interior desde Hong Kong. De los aproximadamente 220 pasajeros y tripulantes a bordo, menos de 85 personas sobrevivieron al hundimiento, mientras que otras 135 murieron en la catástrofe.
- SS San Juan (1882-1925): construido y lanzado por W. Roach and Son de Chester, Pensilvania en 1882. Su barco hermano era el SS Humboldt . Cuando Pacific Mail Steamship Company tuvo dificultades financieras, fue vendida a W. R. Grace and Company en la ciudad de Nueva York. Luego fue vendida rápidamente a White Flyer Line debido a su edad. Más tarde fue vendido a la Compañía de Navegación de Los Ángeles y San Francisco junto con el Humboldt. San Juan se perdió el 29 de agosto de 1929 después de una colisión con el petrolero SCT Dodd de la Standard Oil Company de 9 años. San Juan se hundió en menos de 3 minutos.
- SS Asia (1906-1911) Construido por Harland & Wolff en 1883 como el Doric del White Star Line. Inicialmente fletado a Occidental and Oriental Steamship Company, fue vendido a Pacific Mail después de la liquidación de la antigua compañía. Naufragó cerca de las islas Taichow, Wenzhou, sur de China en 1911.
- SS Persia (1906-1915) Construido por Harland & Wolff en 1881 como Copto de White Star Line. Inicialmente fletado a Occidental and Oriental Steamship Company, fue vendido a Pacific Mail después de la liquidación de la antigua compañía. Más tarde vendido a la japonesa Oriental Steam Ship Co. Fue desguazado en 1926.
- SS Peru (1892) (1892-1915) A 3,615 Barco de vapor  construido por Union Iron Works, San Francisco, para Pacific Mail botado el 11 de junio de 1892. Perú, número oficial 150595, fue el buque de carga y pasajeros de acero más grande jamás construido en la costa del Pacífico en ese momento. Perú ingresó a la ruta de San Francisco a China y Japón en agosto de 1892. El barco estuvo brevemente con Grace Line y luego vendido a una línea francesa y rebautizado como Lux alrededor de 1915. Lux desapareció en el Mediterráneo en 1920 en un viaje de Marsella a Orán.[22][23]
- Barco de vapor SS China de 10.200 toneladas.
- Barco de vapor SS Nile de 11.000 toneladas.
- Buque de vapor de doble hélice SS Korea de 18.000 toneladas.
- SS Siberia 18.000 toneladas buque de vapor de doble hélice.
- SS Manchuria (1903-1915) Barco de vapor de doble tornillo de 27.000 toneladas.
- SS Mongolia (1904-1915) Barco de vapor de doble tornillo de 27.000 toneladas.